# 尼古拉·蓋斯奇埃爾
尼古拉斯·蓋斯基埃（英語：Nicolas Ghesquière，1971年5月9日—），是一位法國時裝設計師，自2013年以來一直擔任路易威登（LVMH旗下）品牌的創意總監。

## 早年生活
蓋斯基埃是小鎮盧丹的法語瓦隆尼亞高爾夫球場的所有者和經理的兩個兒子中的小兒子，出生於北部-加來海峽科米訥，他的母親是一位熱愛時尚的法國女性。蓋斯基埃在奧地利的維也納長大。自小他就熱愛並參與各種運動，例如騎馬、擊劍和游泳等。這些運動對他的創作產生了深遠的影響，他的許多系列作品都融入了這些靈感元素，尤其是他的潛水迷你連衣裙和馬術風格的秋季/冬季2006成衣系列。
蓋斯基埃在法國西部波伊特萬語區的盧丹小鎮長大，並從小就立志成為一名設計師。在12歲時，尼古拉斯就已經開始在他的教科書上勾勒服裝設計的草圖，他還使用他母親的窗簾製作衣服，並以他祖母的水晶吊燈設計耳環。
在父親的幫助下，蓋斯基埃整理了一系列設計圖稿，並附上自我介紹信，寄給了幾位設計師。14歲時，他有幸在法國設計師agnès b的實習機會，並獲得了一些服裝作品作為回報。之後，他的下一個學徒經驗是在Corinne Cobson的工作室中。

## 個人生活
二十多歲時，蓋斯奇埃爾曾與皮埃爾·哈代有七年的戀情。之後，他與化妝師兼Visionaire的聯合創始人James Kaliardos約會了八年。最近，他與設計師Julien Dossena和部落客Pelayo Díaz建立了關係。